# Goldbach ZH

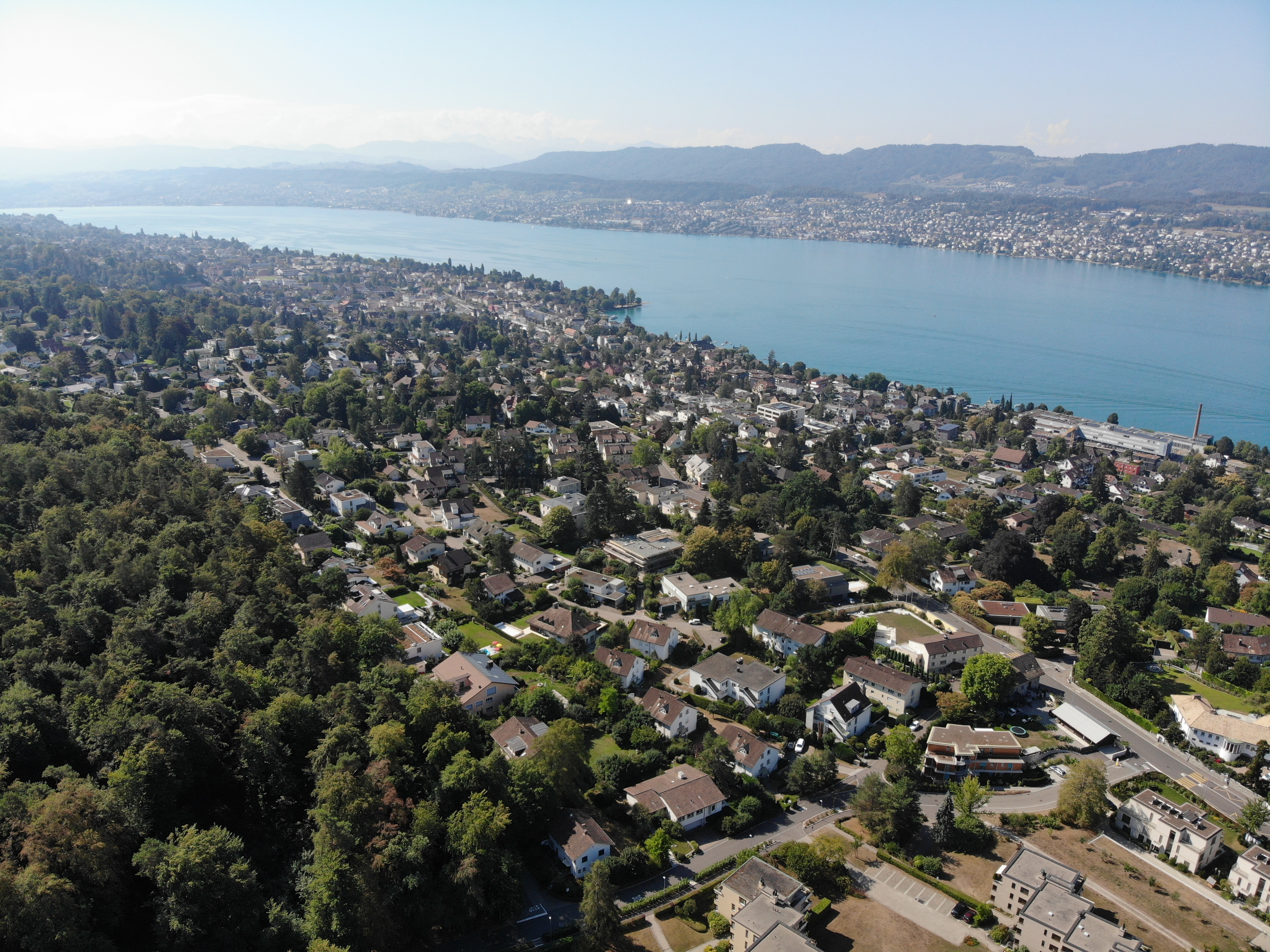
Goldbach, im Hintergrund Küsnacht

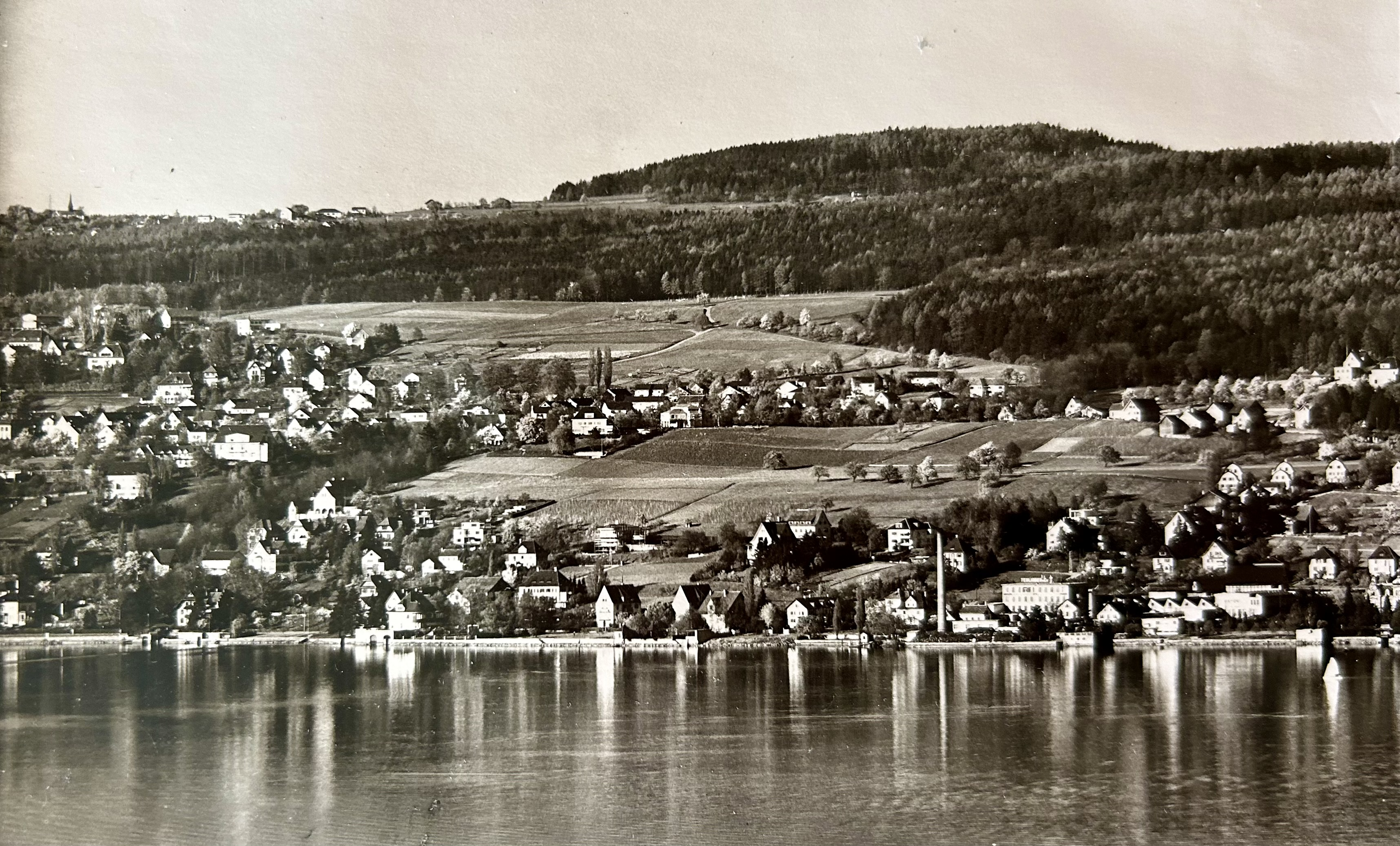
Um 1934

Goldbach ist ein Dorfteil von Küsnacht im Kanton Zürich in der Schweiz. Der Ortsteil Goldbach liegt am Zürichsee im Norden des Dorfes Küsnacht, wo er an die Gemeinde Zollikon grenzt. Im Süden schliesst sich der Ortsteil Kusen an.

## Geschichte

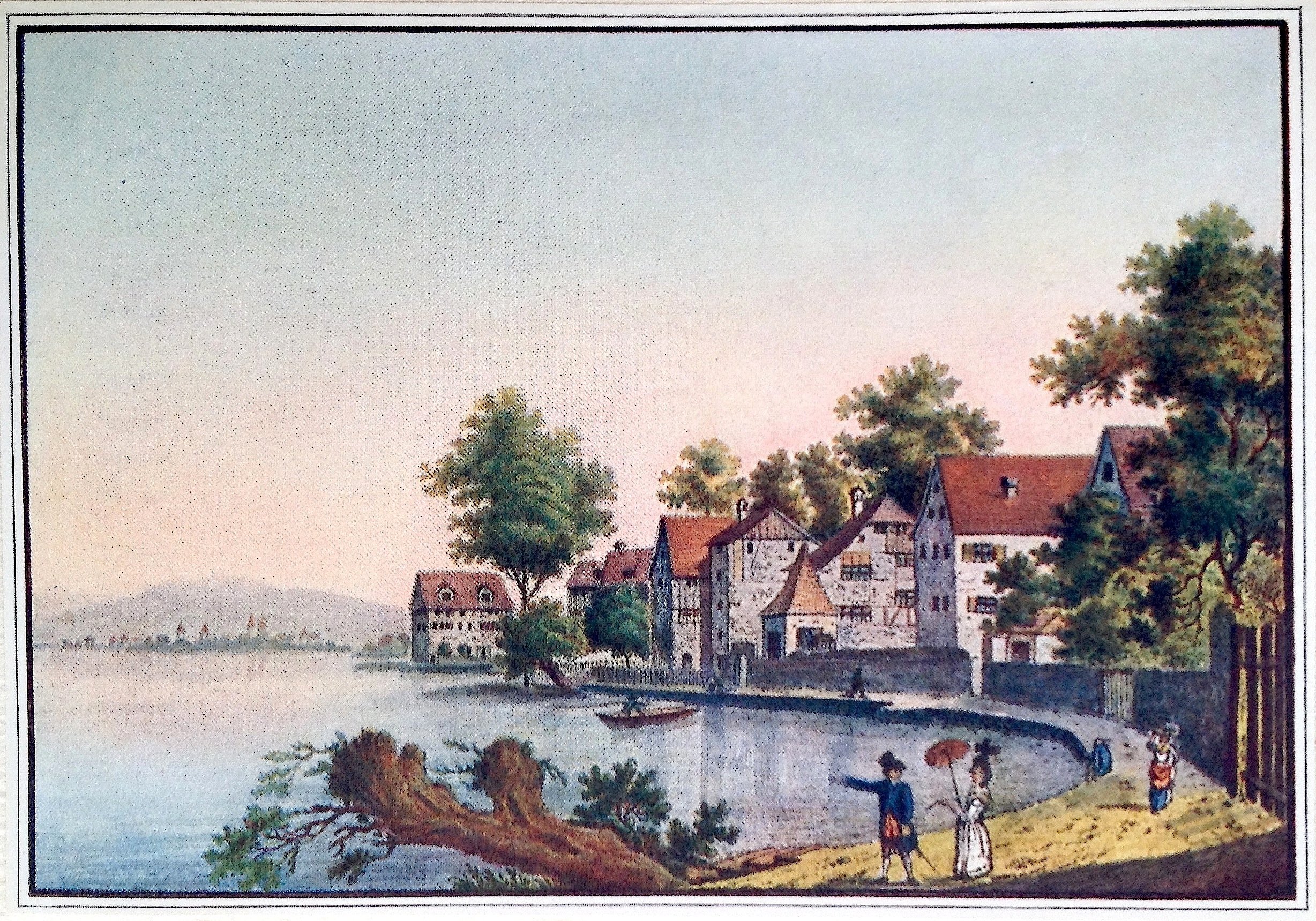
Goldbach um 1800, Stich von Johann Heinrich Bleuler

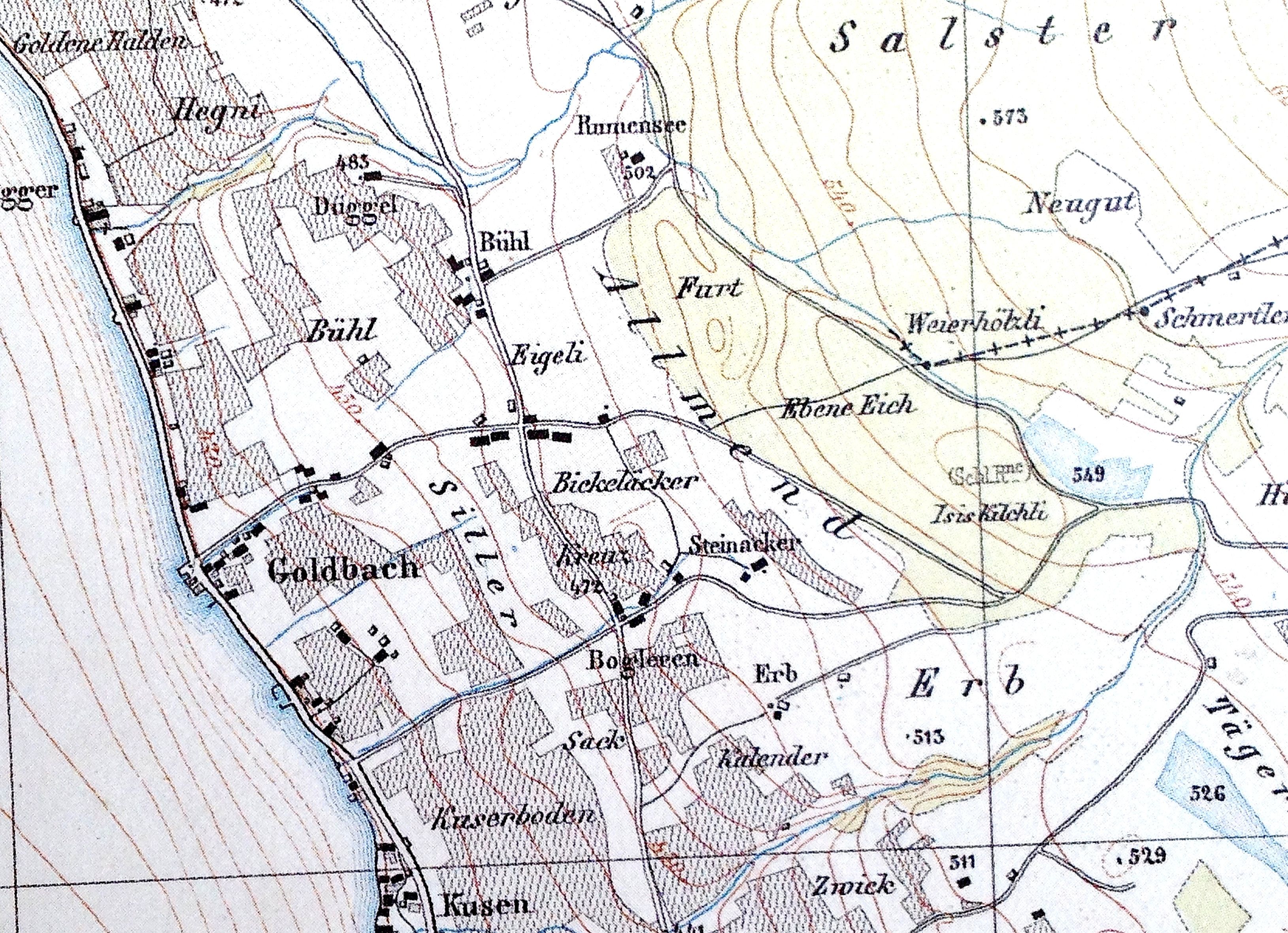
Goldbach auf der Wildkarte von 1848

Die ältesten Dokumente über Goldbach stammen aus dem Jahr 1224. Zwischen 1320 und 1333 kam das Dorf als selbständige Gemeinde zusammen mit Zollikon und Küsnacht als Reichslehen in den Besitz von Götz I. Mülner. 1384 verkaufte Götz III. Mülner Küsnacht und Goldbach für 400 Gulden an die Stadt Zürich.
Auch wenn Goldbach eine gewisse Selbständigkeit behielt, bedeutete dies das Ende der alten Gemeinde Goldbach. Das Dorf gehörte zusammen mit Küsnacht zur Obervogtei Küsnacht, die durch zwei dem Zürcher Rat angehörende Obervögte verwaltet wurde. Die Einwohner durften jedoch nach wie vor Versammlungen abhalten, in denen über Dorfgeschäfte beraten wurde. 1417 wurden in Goldbach 32 Personen besteuert, 1450 waren es deren 49, die sich auf 19 Wohnstätten verteilten. Ein alteingesessenes Geschlecht waren die Lochmanns, von denen um 1500 fünf Vertreter ins städtische Bürgerrecht aufgenommen wurden.

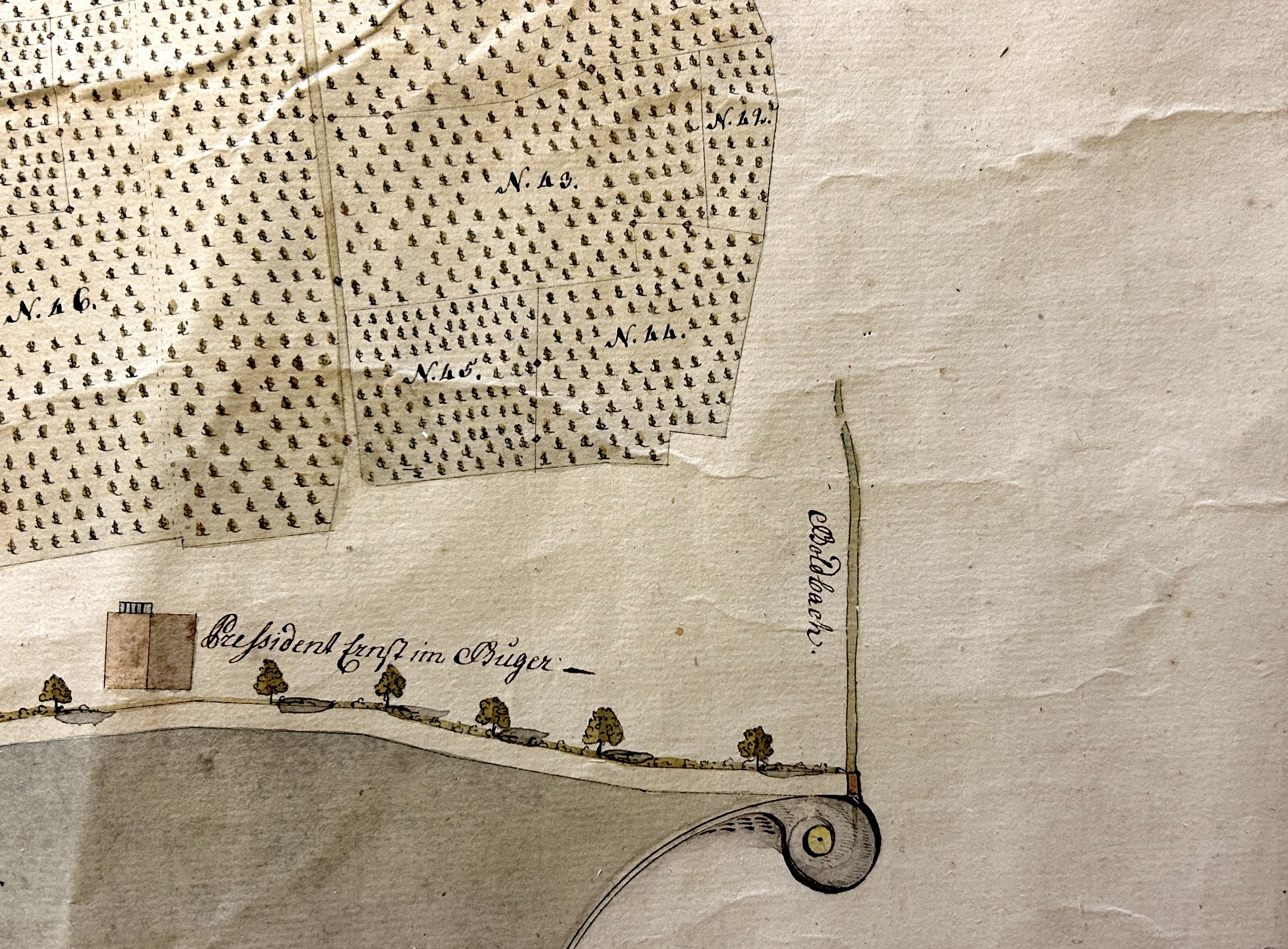
Der Goldbach, eingetragen auf einem Zolliker Zehntenplan von 1808

Die Zugehörigkeit zur Vogtei Küsnacht bestand bis 1798, dann erklärte Zürich die Gleichheit von Stadt und Land und die Einheitsverfassung der Helvetik löste die alte Ordnung ab. 
Die meisten Einwohner des alten Goldbach waren im Rebbau beschäftigt; längs der Alten Landstrasse hinunter zum See und bergwärts bis zum Wald waren die Hänge mit Reben bestanden. 1844 waren in Goldbach 14 Trotten in Verwendung. Die letzte Trotte Goldbachs gehörte Jean Leemann. Sie war bis 1925 in Gebrauch, dann wurde sie abgebrochen.
1909, nach dem Bau der Seestrasse und der rechtsufrigen Bahnlinie, wurde innerhalb weniger Jahrzehnte fast das gesamte Rebgelände überbaut. Goldbach wuchs mit Küsnacht im Süden und Zollikon im Norden zusammen. Entlang der Goldbacher- und Boglerenstrasse haben sich einige der alten Häuser erhalten.

## Name
Namensgeber für Goldbach war der gleichnamige Bach, der entlang der heutigen Goldbacherstrasse beim Hochkamin der Terlinden Textilpflege in den See floss. Heute ist nichts mehr von ihm zu sehen, er wurde wohl zu Beginn des 20. Jahrhunderts eingedolt oder zugeschüttet, als die Bauzone beinahe auf das gesamte Hanggebiet ausgedehnt wurde. Alemannische Siedler sollen dem kleinen Gewässer im frühen Mittelalter den Namen gegeben haben.
Der Name Goldbach erscheint im späten Mittelalter als Goltbach, Goltpach oder Golpach; die heutige Schreibweise erscheint erstmals um die Mitte des 15. Jahrhunderts. Woher nun wiederum der Bach seinen Namen hat, ist nicht bekannt. Eine mögliche Erklärung geht dahin, dass er sich von der «Goldenen Halde» (heute Goldhaldenstrasse) in Zollikon herleitet, die Johannes Stumpf in seiner Chronik erwähnt. Der Name der «Goldenen Halde» bezieht sich auf die in der Abendsonne golden glänzenden Reben. Dass je Gold im Bach gefunden wurde, ist nicht bekannt.

## Goldbacherhof
Der Goldbacherhof an der Seestrasse 29 war wohl das repräsentativste Gebäude Goldbachs; das Grundstück wurde 1527 erstmals urkundlich erwähnt. 1658 kaufte Junker Gerold Meyer von Knonau, Gerichtsherr zu Weiningen ZH, das Grundstück, das damals direkt am See lag. Zwischen 1666 und 1671 errichtete er den Goldbacherhof, der entgegen der Tradition traufständig erstellt wurde. Bis 1775 blieb das Gebäude im Besitz der Familie. 1925 bis 1948 war der Goldbacherhof im Besitz des Bauunternehmers Ernst Göhner, der im Erdgeschoss ein getäfertes Prunkzimmer im Neurenaissancestil einbauen liess. Der Festsaal im Erdgeschoss ist mit Tapeten aus der ersten Hälfte des 18. Jahrhunderts mit Schilderungen von Jagd- und Landschaftsszenen ausgestattet. 1838 wurde vor dem Haus das Ufer für den Bau der Seestrasse aufgeschüttet.

Goldbacherhof um 1717, vom See aus; vor dem Bau der Seestrasse.
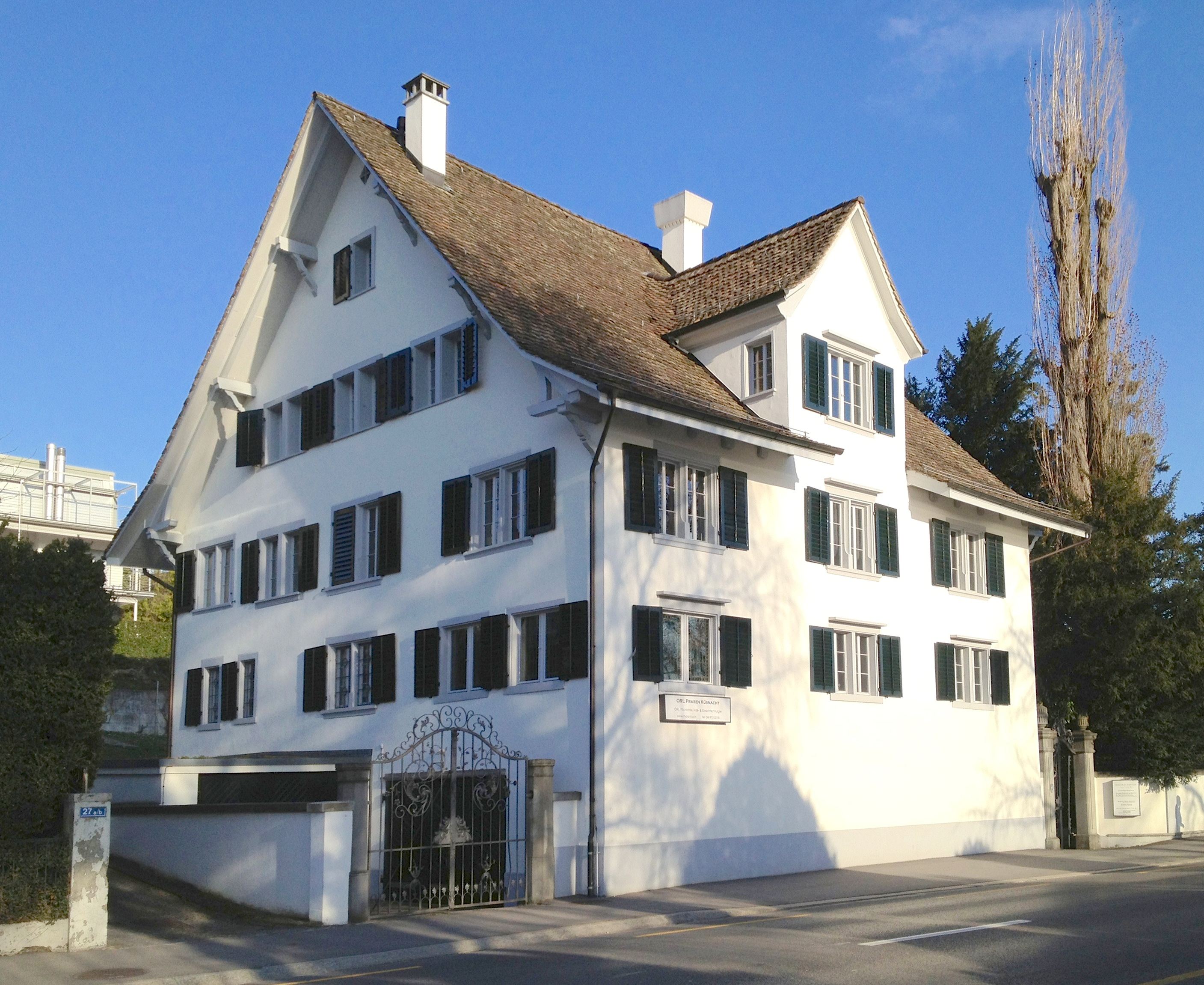
Goldbacherhof 2013. Die Dachlukarne wurde 1924 angebaut.
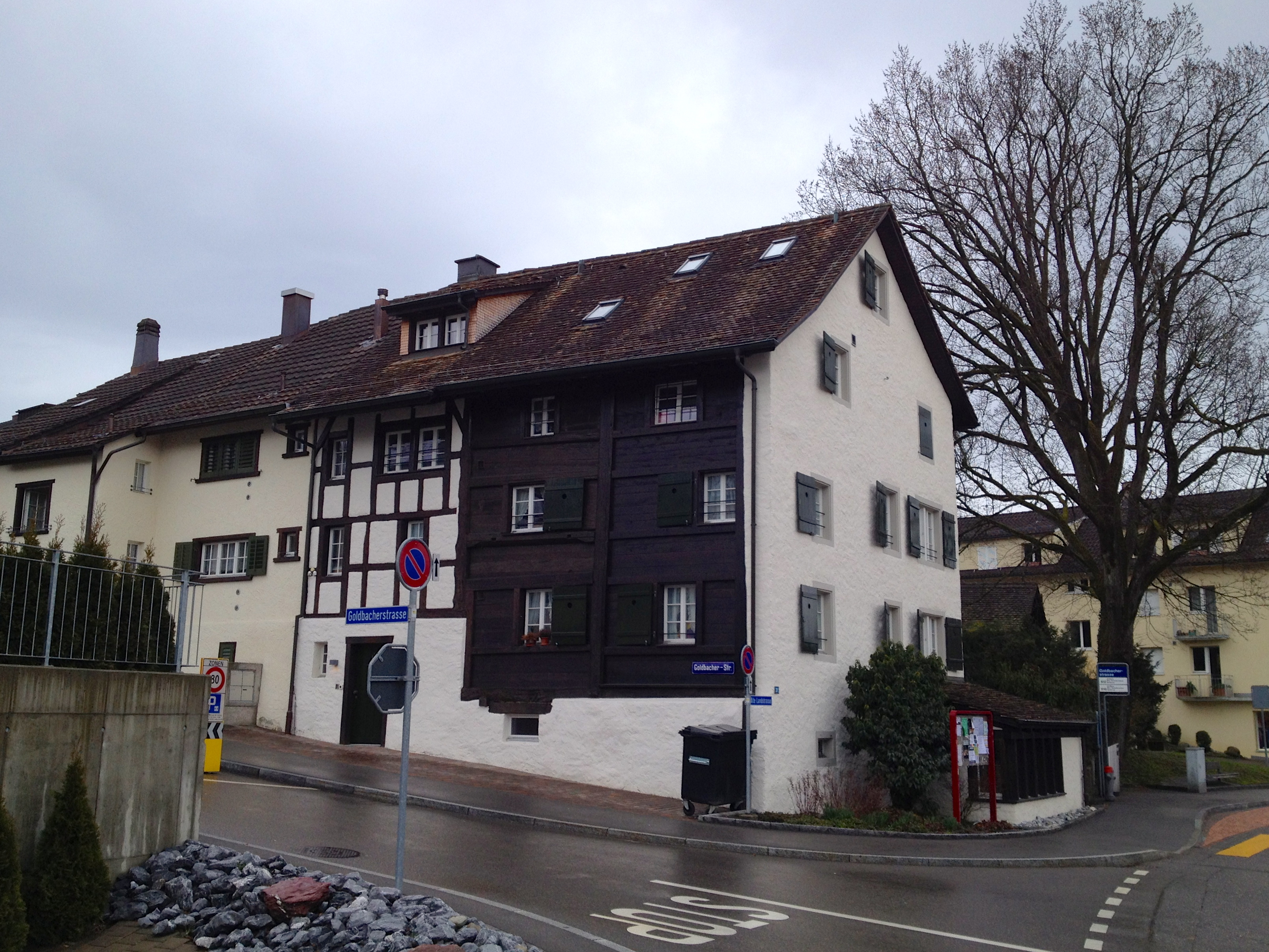
Reihenhaus an der Kreuzung Goldbacherstrasse/Alte Landstrasse in Obergoldbach: Unterster Teil

## Kapelle auf Risseren
1410 erscheint in einer Urkunde ein Tauschgeschäft: Die Goldbacher tauschten ein ihnen gehörendes Grundstück auf Zolliker Boden gegen ein oberhalb der Goldbacher Allmend gelegenes Gebiet, „das man nennt Risseren“, auf dem sie eine kleine Kirche errichteten, die den Heiligen Anna und Joseph geweiht war. Denkbar ist, dass einige der wohlhabenden und zu Stadtbürger gewordenen Goldbacher den Bau mit grosszügigen Zuwendungen ermöglichten. Im Jahrzeitbuch der Kirche Küsnacht werden zwischen 1500 und 1510 mehrere Male Zuwendungen und Messen erwähnt; so z. Bsp. am 22. Januar 1500: „Jakob Müller und Gret Müllerin und Eberli Müller 1 Pfund Geltz uf Rießeren“.
Die weiss getünchte Kapelle stand westlich des Rumensees auf einer kleinen Anhöhe. Vermutlich der weissen Farbe wegen wurde sie auch Wisskirchlein genannt. Ihre Ausmasse betrugen rund 6 auf 13 Meter. Um das Gebäude zog sich im Abstand von 20 bis 40 Metern eine Umfassungsmauer, die ein Gebiet von vielleicht 2000 m2 umgab. Spuren eines Friedhofes wurden nicht gefunden. Da damals das Gebiet unbewaldet war, hatte man einen weiten Ausblick über Dorf, See und Gebirge. In der Tauschurkunde sind Zäune erwähnt, die zu unterhalten seien und ein Verbot, Reben anzupflanzen.
Wann die Kirche aufgegeben wurde, ist nicht bekannt; vermutlich geschah dies zu Beginn der Reformationszeit. Brauchbares Baumaterial wurde wohl von Bauern als Baumaterial verwendet, der Rest zerfiel. Heute führt ein Waldweg mitten durch den Standort der ehemaligen Kapelle. Der Verlauf der Grundmauern ist noch zu erkennen.

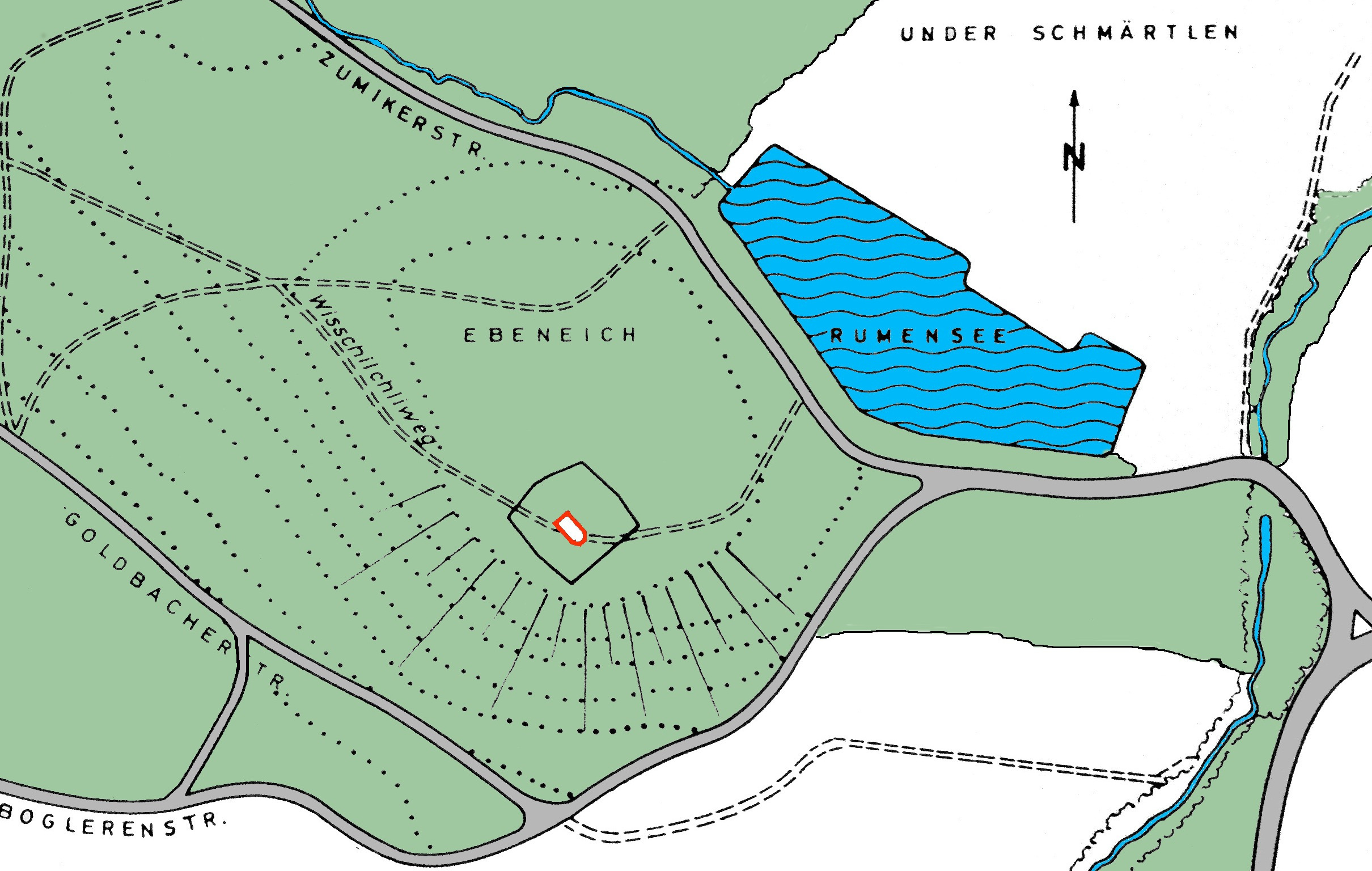
Lageplan
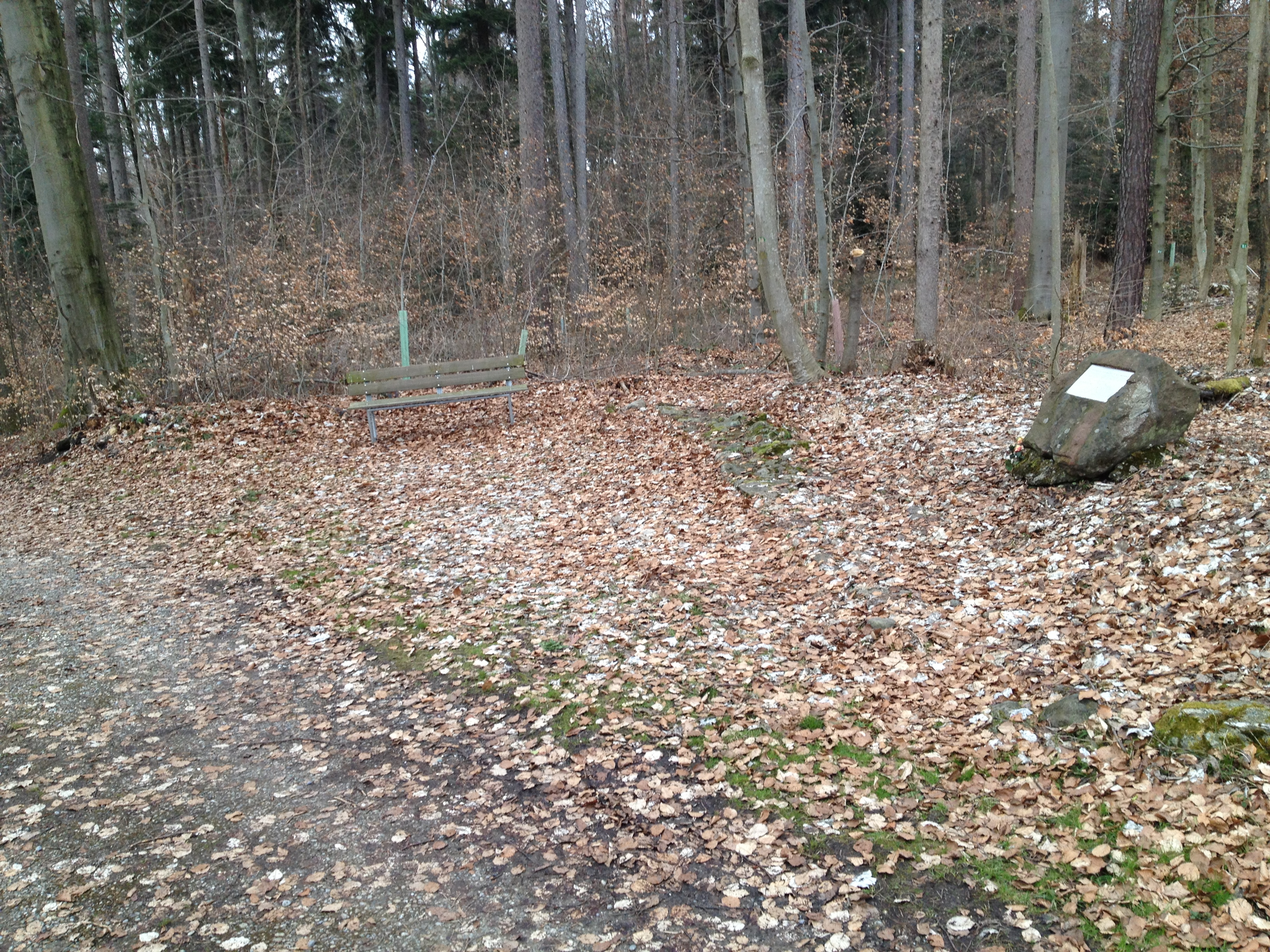
Grundmauern der alten Kirche
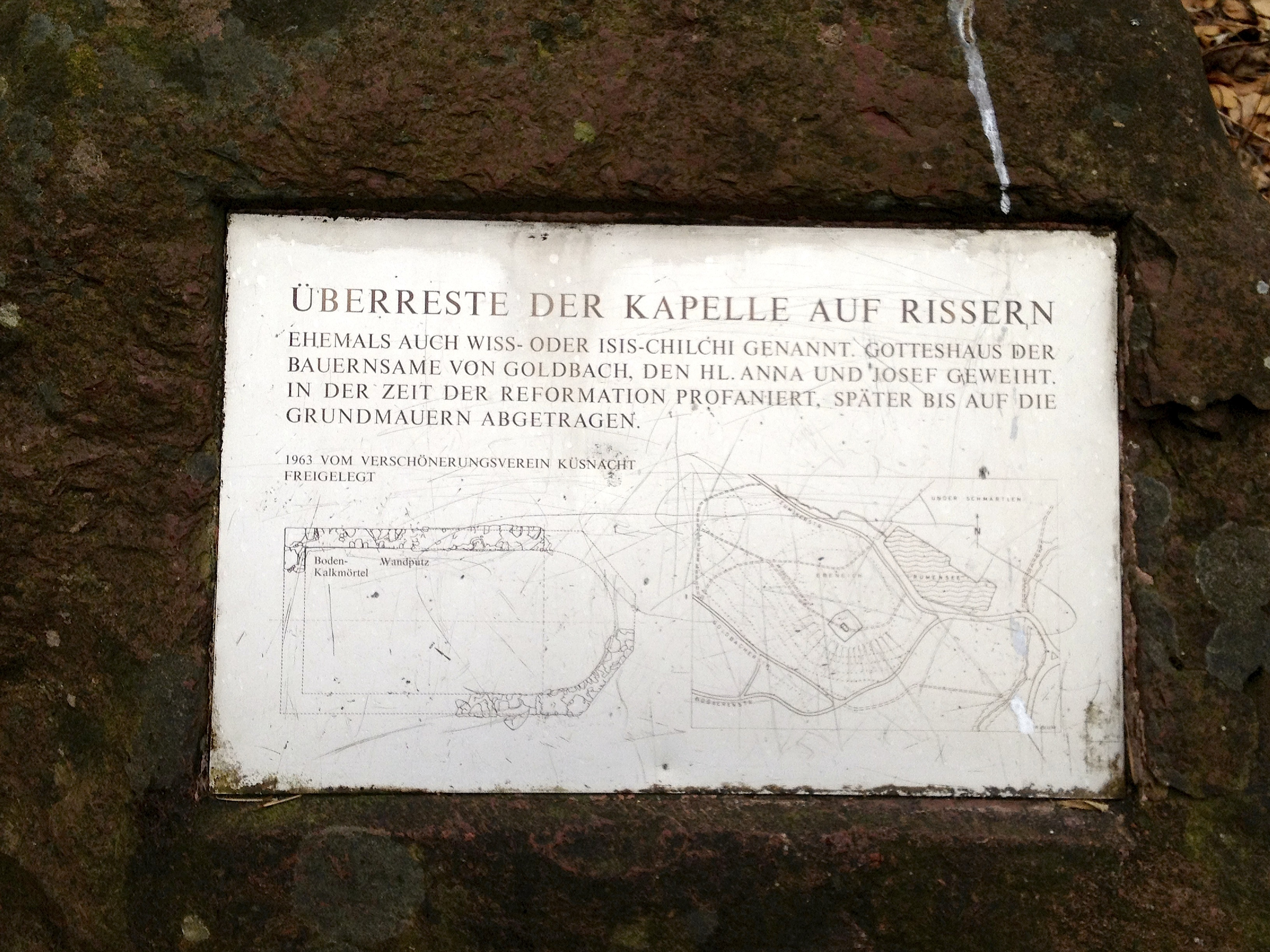
Infotafel

### Grabungen
Bis 1913 erinnerte nur eine Senke im Waldboden an die einstige Kapelle. Das Loch wurde als «Schatzgräberloch» bezeichnet und man munkelte von verborgenen Schätzen und unterirdischen Gängen. An diese unheimlichen Geschichten erinnern die Sagen «Der Schatz im Isertkirchlein» und «Das Ungeheuer bei der St. Anna-Kapelle».
1913 wurde ein bestehender Waldweg zur Wisskirchlistrasse ausgebaut, eine Waldstrasse mit Naturbelag. Dabei stiess man auf die noch gut erhaltenen Grundmauern der alten Kapelle. Um das Gefälle der Strasse auszugleichen, wurde die westliche Ecke der Mauern und ein Stück der Chorgrundmauern weggebrochen. Es zeigte sich, dass die Mauerreste aus grossen Findlingen bestanden. Das Mauerwerk war bis zu einem Meter stark und mit mächtigen Wurzeln von Tannen durchsetzt, die drei Jahre zuvor gefällt worden waren. Im Innern wurde der noch gut erhaltene Bodenbelag aus drei Zentimetern dickem Weisskalkmörtel freigelegt. Der Boden des um 30 Zentimeter erhöhten kleinen Chors bestand aus behauenen Tuffsteinplatten. Steine und Mauerschutt wurden zum Bau der Waldstrasse verwendet. 
1957 wurde auf Veranlassung des Verschönerungsvereins Küsnacht weitere Grabungen vorgenommen. Die Grundmauern wurden freigelegt und Pläne des Gebäudes gezeichnet. 1979 wurden die Bäume um die Ruinen gefällt. Die Mauern wurden erneut freigelegt und gesichert. Eine Sitzbank wurde aufgestellt und auf einem Findling erinnert eine Tafel an die alte Kirche Goldbachs.

### Isis-Legende
In Berichten aus der Zeit um 1800 und auf alten Plänen – unter anderem auch auf der Wildkarte von 1848 – wird die Kirchenruine als «Isis-Kirchli» bezeichnet. Der geheimnisvoll klingende Name Isis dürfte jedoch vom Alemannen Risso stammen, der der Gegend dort den (heute verschwundenen) Namen gab. Aus dem Rain des Risso wurde Risseren und Rissernrain und daraus im Laufe der Zeit eben Isis.